# Myrmecophilus myrmecophilus
Myrmecophilus myrmecophilus is een rechtvleugelig insect uit de familie mierenkrekels (Myrmecophilidae). De wetenschappelijke naam van deze soort is voor het eerst geldig gepubliceerd in 1819 door Savi.